# Anastrepha passiflorae
Anastrepha passiflorae är en tvåvingeart som beskrevs av Greene 1934. Anastrepha passiflorae ingår i släktet Anastrepha och familjen borrflugor.
Artens utbredningsområde är Panama. Inga underarter finns listade i Catalogue of Life.